# Kosztolányi Árpád
Nemeskosztolányi, felső- és alsólehotai Kosztolányi Árpád Ernő Félix (Szabadka, 1859. január 11. – Szabadka, 1926. december 3.) matematika- és fizikatanár, író, Kosztolányi Dezső apja.

## Életpályája
Édesapja, Kosztolányi Ágoston mint honvéd százados részt vett az 1848/49-es szabadságharcban, anyja Kádár Rozália. A középiskolát szülővárosában végezte. Egyetemi tanulmányokat Budapesten és Berlinben folytatott. 1881-ben tanári oklevelet nyert. Ezután egy ideig Eötvös Loránd mellett dolgozott. 1883-tól a szabadkai főgimnázium matematika- és fizikatanára, 1901-től igazgatója volt nyugdíjazásáig. Szépirodalommal is foglalkozott, verseket és elbeszéléseket írt a korabeli lapokba. 62 éves korában tanult meg szerbül.

## Munkássága

### Cikkei
- Szappanléhártyák, Természettudományi Közlöny, 1880.
- Folyadékhártyák mint mechanikai tételek bizonyítékai, Természettudományi Közlöny, 1881.
- Az elektromosság elhelyezkedése, Mathematikai és Physikai Lapok
- A szülői ház közreműködése a természettudományok oktatásában, Szabadkai Főgymnasium Értesítője, 1886.
- A percentszámolás tanításának módszere, Szabadkai Főgymnasium Értesítője, 1889.
- A kamatszámolás reformterve, Szabadkai Főgymnasium Értesítője, 1897. Online
- Kókainé. Paródia Gyulai Pál Pókainé c. költeményére, Szabadkai Hirlap, 1898. 16. szám.

### Könyve
- Az ingamozgás elmélete. Dissertatio inauguralis. Eszék, 1883.